# كنجوس
كُنْجُوس أو كُجْنُوس (الاسم العلمي: Cajanus)، جنس نباتات من فصيلة البقولية. يشتمل على 37 نوعًا، موزعة بشكل رئيسي في جميع أنحاء إفريقيا وآسيا وأستراليا.
تضم نوع البازلاء الهندية (C. cajan)، وهي محصول غذائي مهم.
تُستخدم أنواع الكنجوس غذاءًا من قبل يرقات بعض أنواع حرشفيات الأجنحة بما في ذلك Endoclita malabaricus.
الأنواع
- Cajanus acutifolius
- Cajanus albicans
- Cajanus aromaticus
- البازلاء الهندية (البسلة) - pigeon pea, Congo-pea
- Cajanus cinereus
- Cajanus confertiflorus
- Cajanus crassicaulis
- Cajanus crassus
- Cajanus elongatus
- Cajanus goensis
- Cajanus grandiflorus
- Cajanus kerstingii
- Cajanus lanceolatus
- Cajanus lanuginosus
- Cajanus latisepalus
- Cajanus mareebensis
- Cajanus marmoratus
- Cajanus mollis
- Cajanus platycarpus
- Cajanus pubescens
- Cajanus reticulatus
- Cajanus scarabaeoides
- Cajanus sericeus
- Cajanus viscidus

## روابط خارجية
- Pigeon pea (أرشيف الإنترنت link, was رابط مكسور)